# Odama
Odama (ou Yoot Saito's Odama) est un jeu vidéo de flipper agrémenté de stratégie. Il a été développé par Vivarium et édité en 2006 par Nintendo sur GameCube.

## Système de jeu
Le gameplay d'Odama repose sur l'utilisation d'un microphone pour diriger une armée au sein d'une table de flipper.

## Accueil
- Jeuxvideo.com : 14/20[1]
- Eurogamer : 6/10[2]